# Marharyta Dorożon
Marharyta Dorożon (ukr. Маргарита Дорожон, hebr. מרגריטה דורוז'ון; ur. 4 września 1987 w Dniepropietrowsku) – ukraińska lekkoatletka, obecnie reprezentująca Izrael i specjalizująca się w rzucie oszczepem.
Międzynarodową karierę zaczynała w roku 2003 od nieudanego występu w mistrzostwach świata juniorów młodszych. Podczas swojego pierwszego występu w juniorskim czempionacie globu (2004) odpadła w eliminacjach. W kolejnym sezonie była siódma na juniorskim czempionacie Starego Kontynentu, a w 2006 wywalczyła brązowy medal mistrzostw świata juniorów. Brązowa medalistka (w drużynie) igrzysk europejskich (2015) – indywidualnie triumfowała w rzucie oszczepem z wynikiem 58,00. Złota medalistka mistrzostw Ukrainy i Izraela oraz reprezentantka Ukrainy w meczach międzypaństwowych, pucharze Europy, pucharze Europy w rzutach oraz w drużynowych mistrzostwach Europy.
Rekord życiowy: 64,56 (11 czerwca 2015, Oslo), rekord Izraela.

## Osiągnięcia
| Rok  | Impreza                                   | Miejsce    | Lokata            | Wynik | Reprezentacja |
| ---- | ----------------------------------------- | ---------- | ----------------- | ----- | ------------- |
| 2003 | Mistrzostwa świata juniorów młodszych     | Sherbrooke | 17. miejsce       | 38,76 | Ukraina       |
| 2004 | Mistrzostwa świata juniorów               | Grosseto   | el. – 15. miejsce | 49,23 | Ukraina       |
| 2005 | Mistrzostwa Europy juniorów               | Kowno      | 7. miejsce        | 50,93 | Ukraina       |
| 2006 | Mistrzostwa świata juniorów               | Pekin      | 3. miejsce        | 57,68 | Ukraina       |
| 2007 | Młodzieżowe mistrzostwa Europy            | Debreczyn  | el. – 16. miejsce | 45,15 | Ukraina       |
| 2008 | Superliga pucharu Europy                  | Annecy     | 8. miejsce        | 50,57 | Ukraina       |
| 2009 | Zimowy puchar Europy w rzutach            | Teneryfa   | 8. miejsce        | 52,46 | Ukraina       |
| 2012 | Zimowy puchar Europy w rzutach            | Bar        | 1. miejsce        | 58,54 | Ukraina       |
| 2012 | Igrzyska olimpijskie                      | Londyn     | el. – 28. miejsce | 56,74 | Ukraina       |
| 2013 | Mistrzostwa świata                        | Moskwa     | el. – 19. miejsce | 58,23 | Ukraina       |
| 2015 | III liga drużynowych mistrzostw Europy    | Baku       | 1. miejsce        | 58,00 | Izrael        |
| 2015 | Mistrzostwa świata                        | Pekin      | el. – 16. miejsce | 61,04 | Izrael        |
| 2016 | Mistrzostwa Europy                        | Amsterdam  | –                 | NM    | Izrael        |
| 2017 | Mistrzostwa świata                        | Londyn     | el. – 14. miejsce | 61,33 | Izrael        |
| 2018 | Puchar Europy w rzutach                   | Leiria     | 7. miejsce        | 52,89 | Izrael        |
| 2019 | II liga drużynowych mistrzostw Europy     | Varaždin   | 7. miejsce        | 45,43 | Izrael        |
| 2023 | III dywizja drużynowych mistrzostw Europy | Chorzów    | 2. miejsce        | 47,23 | Izrael        |
| 2025 | II dywizja drużynowych mistrzostw Europy  | Maribor    | 13. miejsce       | 45,38 | Izrael        |